# Goran Rebić

Goran Rebić (2024)

Goran Rebić (* 1968 in Vršac, SFR Jugoslawien) ist ein österreichischer Filmregisseur und Drehbuchautor.

## Leben
Rebić kam 1969 mit seinen Eltern nach Wien, wo er nach der Matura von 1998 bis 1991 an der Universität für Musik und darstellende Kunst, Abteilung für Film und Fernsehen studierte. Er lebt und arbeitet in Wien und Berlin.
Im ehemaligen Jugoslawien geboren, in Wien sozialisiert, arbeitet er nach dem Studium an der Filmakademie Wien jahrelang als Drehbuchautor/Regisseur und tritt zeitweilig auch als Schauspieler und Cutter in Erscheinung. Sein filmisches Werk wurde mehrfach ausgezeichnet, auf internationalen Festivals und in Retrospektiven präsentiert.

## Filmografie
- 1987 Gekommen bin ich der Arbeit wegen (Kurzdokumentarfilm), Regie
- 1990 Domovina (Kurzdokumentarfilm), Regie
- 1991 During the Many Years (Kurzdokumentarfilm), Regie
- 1992 Am Rande der Welt, (Dokumentarfilm), Regie/Buch
- 1997 Jugofilm, (Spielfilm), Regie
- 2000 The Punishment, (Dokumentarfilm) Regie/Buch
- 2003 Donau, Duna, Dunaj, Dunav, Dunarea, (Spielfilm) Regie/Buch
- 2006 KV 331 im Kopf (Experimentalfilm im Rahmen von The Mozart-Minute), Regie
- 2005 Illegal Gardens, Buch
- 2008 Francuski, Buch
- 2011 Renegat, Buch
- 2013 Wandervögel, Buch
- 2015 Der Schiffbrüchige, Buch
- 2017 Corpus Memoriae, Buch

## Auszeichnungen
Am Rande der Welt:
- Österreichischer Förderpreis für Filmkunst 1993

Jugofilm:
- Internationales Filmfestival Karlovy Vary 1997: Lobende Erwähnung
- Yugoslav Film Festival, Herceg Novi 1997: Bestes Drehbuch
- Cinema City (film festival)in Novi Sad 1997: Bester Film
- Vrnjačka Banja 1997 Drehbuchfestival: FIPRESCI-Preis und 2nd Script
- Diagonale 1998: Thomas-Pluch-Drehbuchpreis
- Hong Kong´s Critic´s Choice: Silver Award

The Punishment:
- Viennale: Wiener Filmpreis 2000
- Festival dei Popoli in Florenz: Preis Gian Paolo Paoli für den besten Anthropologischen Dokumentarfilm 2000
- Diagonale: Großer Diagonale Preis für den besten Kinofilm 2000
- Österreichischer Würdigungspreis für Filmkunst 1999[4]

Donau, Duna, Dunaj, Dunav, Dunarea:
- Internationales Filmfestival Mannheim-Heidelberg: Publikumspreis 2003
- Bergamo Film Meeting: Silver Rosa Camuna 2005
- Ischia International Festival on Film Locations: Best Foreign Film 2005
- Ehrenzeichen für Verdienste um die Republik Österreich für Verdienste um den interkulturellen Dialog 2008